# Vadeo
El vadeo es la capacidad de un vehículo terrestre de trasladarse por cauces de agua, que puede variar de acuerdo a su configuración.

## Definición
El término se suele emplear en las concepciones de los vehículos militares, ya que una de sus principales características en combate es la de poder pasar corrientes de agua sin o con preparación. Técnicamente, es la profundidad máxima de una corriente de agua a través de la cual un vehículo terrestre de transmisión (como en una barca) puede cruzar.

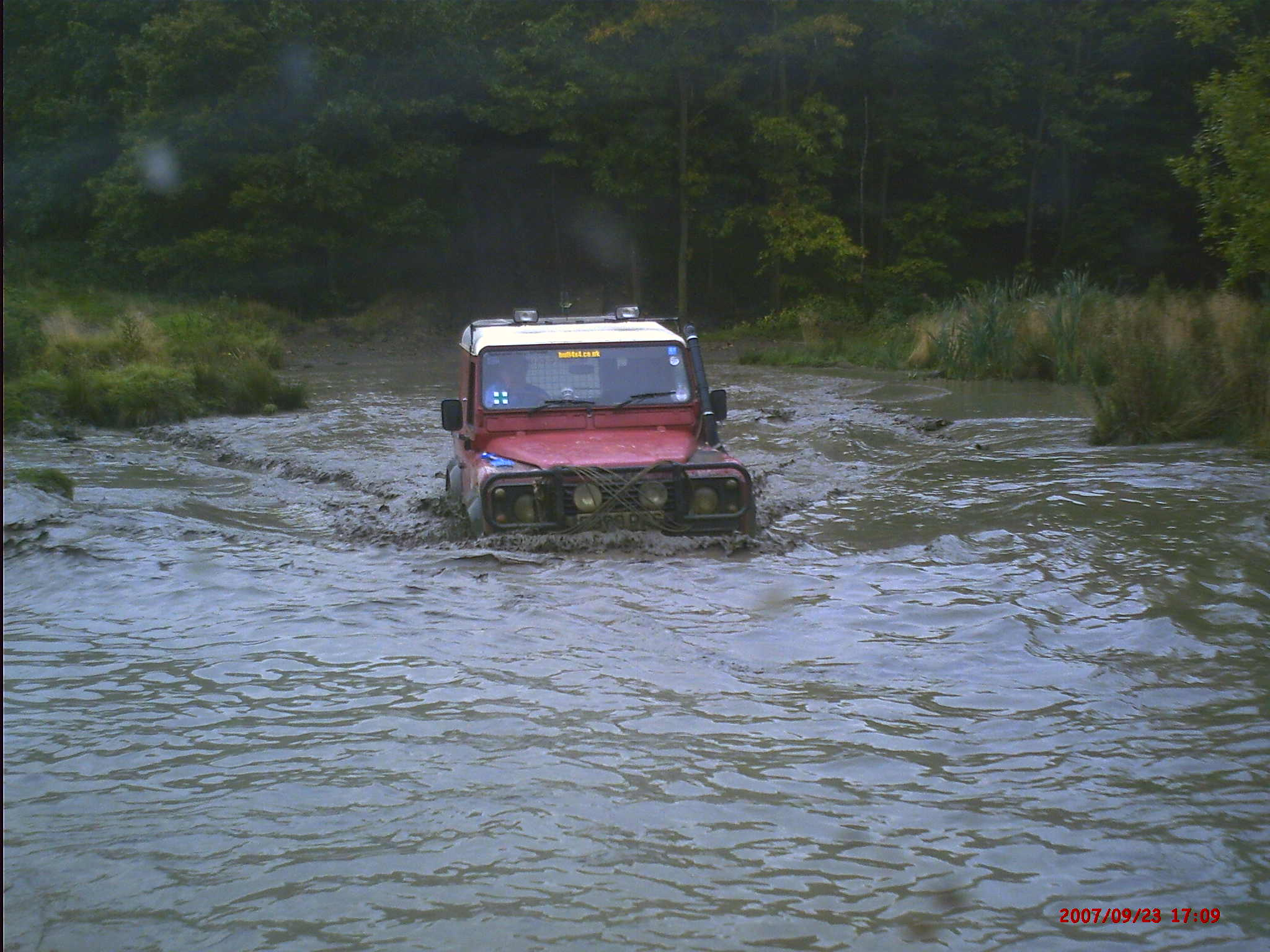
Una Land Rover 90 dentro de un cauce de agua.

## Características requeridas para el vadeo

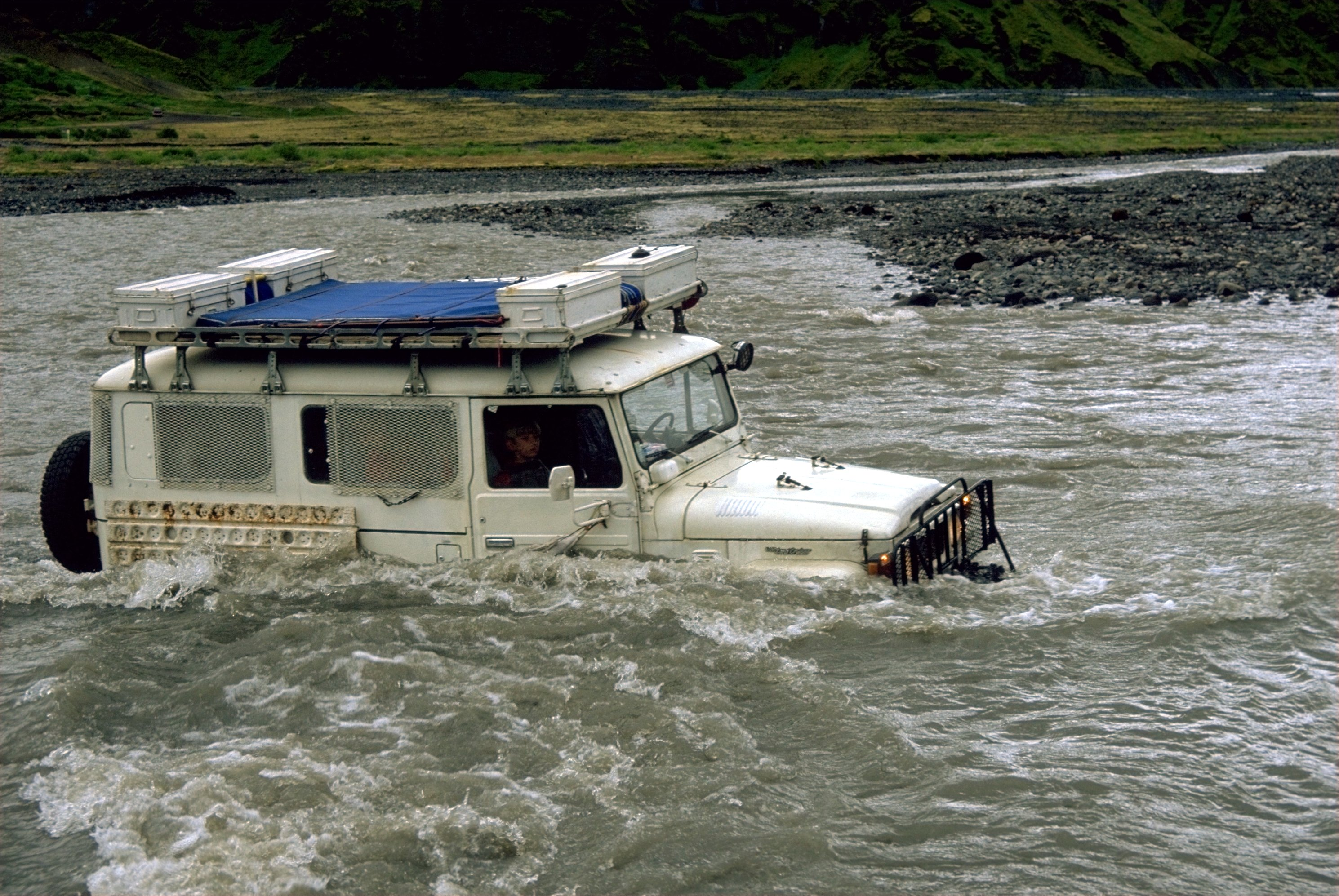
Una Toyota Land Cruiser pasando dentro de un cauce de agua, en Islandia.

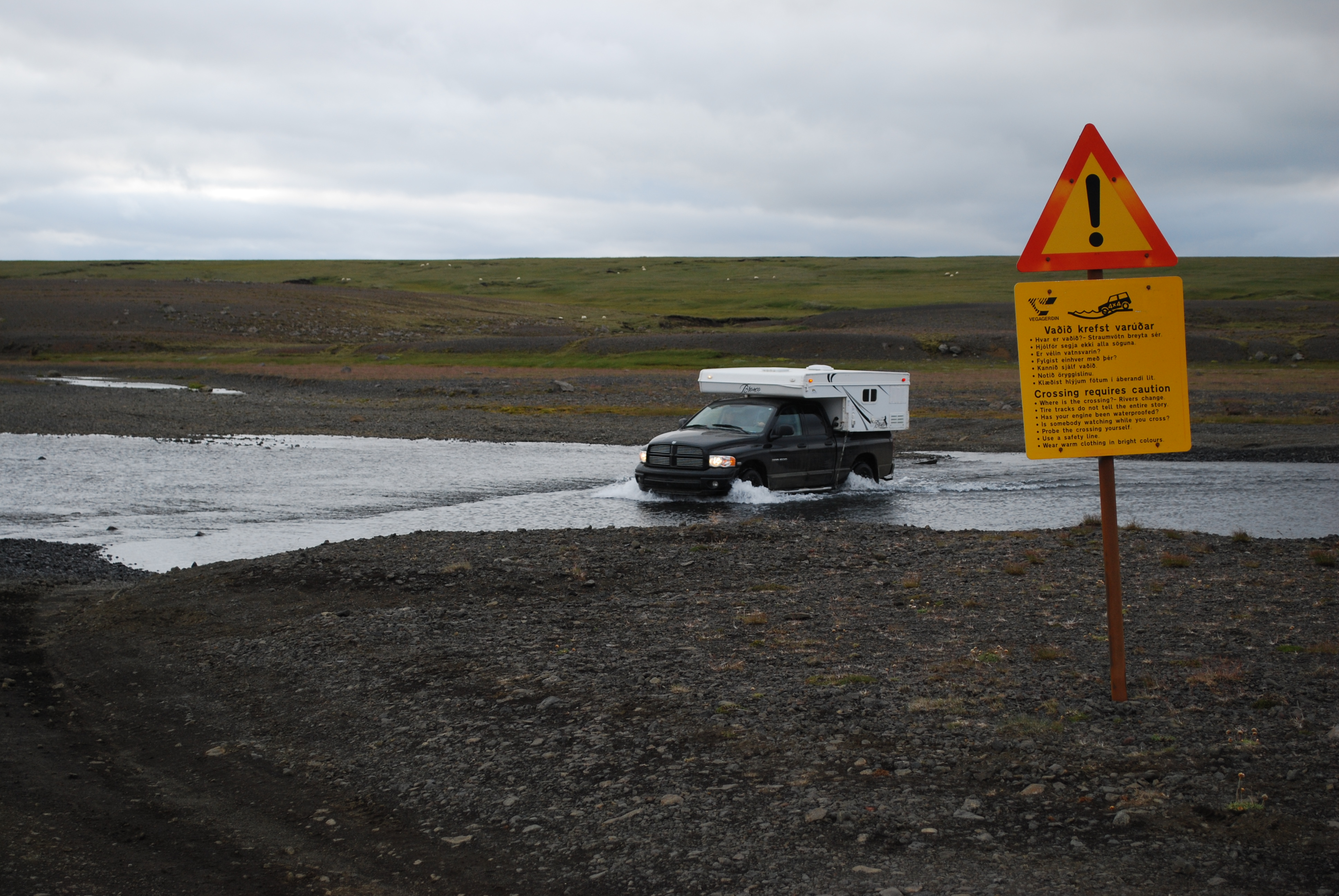
Una Dodge RAM pasando por un cauce de agua, en Islandia.

La posibilidad de hacer un vadeo depende de muchos factores, entre ellos son principalmente destacables, aparte de la profundidad del cauce a pasar:
- La altura de la toma de aire del motor del automóvil/vehículo,
- La altura del alternador y el sistema de encendido del automóvil/vehículo,
- La resistencia del motor y del sistema eléctrico/electrónico al agua del automóvil/vehículo,
- La cantidad total de las rendijas de ventilación y otras perforaciones en el vehículo (ejes, transmisiones, parrillas del radiador, carrocería, entre otros) del automóvil/vehículo,
- Los sistemas de sellado del vehículo (exterior), entre otras.

## El vadeo en vehículos automotores

### En vehículos normales
Los coches pueden, por lo general y dependiendo de los anteriores puntos; cruzar aguas con una profundidad máxima de 400 milímetros aproximadamente. Las SUV a menudo pueden ser equipadas para cruzar incluso a mayores profundidades, especialmente cuando se utiliza un tubo respirador montado y conectado a su sistema de aireamiento, lo que le da una entrada de aire a la altura del techo del vehículo, sin ser obstaculizada por algún elemento líquido que apague su motor. Incluso la penetración de agua través del tubo de escape puede causar daños al propulsor. Por lo tanto, los vehículos especialmente hechos para cruzar cauces de agua están equipados con un sistema de escape en la parte de arriba también para evitar desperfectos. También hay válvulas de retención para el uso en estas circunstancias.
El vadeo en lugares donde el agua puede ser atravesada por vehículos sin complicaciones el cruce de las vías fluviales a menudo puede llegarse a tornar arriesgado, por la inestabilidad de las corrientes de agua. Esto ha ocurrido tanto en campo abierto como en vados y en inundaciones debido a diversos peligros:
- Además de una profundidad máxima para poderse explorar, la naturaleza de la superficie suele ser desconocida y rara vez se puede evaluarse previamente. Con ello, se pueden convertir en reales cosas como el hundimiento del buque, o automóvil, o no reconocerse la naturaleza y otros de posibles obstáculos e irregularidades que aparezcan, lo que puede dar lugar a colisiones y choques, con el posterior hundimiento.
- El flujo es a bajas velocidades y aguas poco profundas, capaz de anegar vehículos o si estos se mueven en ámbitos en los que ya no hay posibilidades de maniobrar o cuando se excede la profundidad de vadeo suele repercutir en accidentes serios,
- La flotabilidad reduce la adherencia al suelo y por lo tanto la tracción,
- Los Pecios en zonas costeras, son otra fuente de peligro constante, al estar cubiertos por agua.

### En vehículos militares

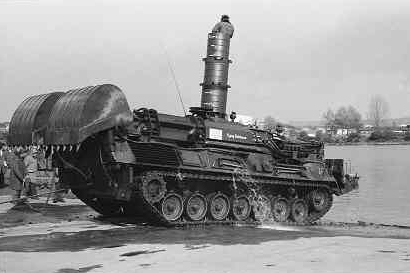
Prototipo de una Pionerpanzer 1, después de realizar un vadeo profundo.

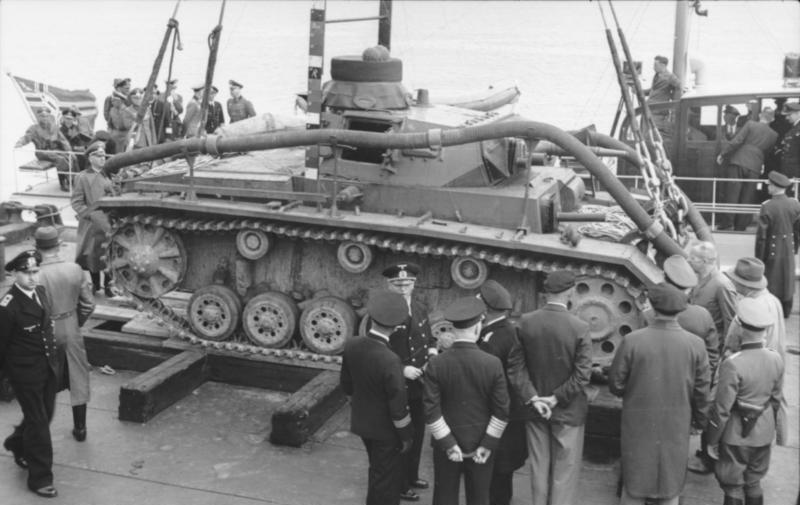
Tanques de buceo o Tauchpanzer (PzKpfw III).

Los vehículos militares a menudo tienen una profundidad de vadeo de 0,5 a 1,5 metros. Algunos modelos de tanques no son propiamente aptos para tener flotabilidad de forma alguna, debido a sus elevados pesos (como el caso de los tanques Merkava y el M1A2), pero con la instalación de algunos aditamientos para el cruce de corrientes de agua, pueden también conducirse a través de las aguas más profundas, donde el vehículo casi desaparece bajo la superficie del agua. Esto se conoce como vadeo profundo o a mayor profundidad, dado que la conducción se realiza por debajo del agua. Éste requiere una preparación y un poco más de equipo adicional para el buceo y posible rescate de la tripulación en una inundación del habitáculo.
Durante su paso por las aguas con una profundidad de 2 a 4 metros aproximadamente, los carros de combate como el Leopard 2 o el Marder deben solicitar por medio de sus intercomunicadores la preparación para una operación denominada inmersión hidráulica. En esta, toda la carga se introduce en el habitáculo y las rejillas de ventilación en el motor se cierran para evitar infiltraciones de agua, y un amortiguador abre en el mámparo del motor una escotilla, dentro de la mámpara de dicha escotilla se suele hallar un mecanismo que mezcla el aire de combustión a un estanque dentro de una batalla especial llevándolo de regreso al motor, aparte hay una zona creada para contener un esnórquel hidrocatalítico. Sin preparación, es imposible el vadear este tanque, y la conducción en vadeo profundo y bajo el agua es para el caso un problema sin solución. Pero gracias al aire de la combustión, que se reinyecta a través del turbocargador para mantener el motor encendido, y de la escotilla del comandante que conecta un pequeño esnórquel para que la tripulación pueda respirar, la operación bajo el agua de un Leopard 2 está garantizada. La torreta se sella por medio de una junta inflable que se desplaza hacia fuera y ayuda en la flotación del citado vehículo. Aparte, hay dentro del tanque en inmersión una serie de bombas de sentina, que transmiten las agus penetradas hacia el exterior, para evitar el hundimiento del carro.
En la Segunda Guerra Mundial, en el bando alemán se intentó solucionar el problema mediante la creación del Tauchpanzer (desarrollado mediante la conversión de 168 PzKpfw III y 42 PzKpfw IV), los que fueron capaces de conducir en profundidades de agua de hasta 15 metros. El aire en estos se suministraba a través de una manguera que se unía a una boya para mantenerla a flote. Originalmente eran para la invasión de Inglaterra, pero al estar expuestos a las fuertes corrientes y frente a la costa y a la vista de los barcos, su uso fue desestimado. Luego, se les adaptaron brújulas, provenientes de algunos buques, por medio de las cuales y de algunos sistemas de radiocomunicaciones y de unos observadores ahora ya eran aptos para su uso en misiones efectivas. En el primer día de la campaña de Rusia, cerca de 80 Tauchpanzer fueron utilizados, cruzando los ríos en los que se desplegaron y aproaron todas las unidades, siendo desplegadas con éxito.